# Golem (pel·lícula)
Golem és una pel·lícula de terror expressionista polonesa del 1979 dirigida per Piotr Szulkin. El seu argument està basat en la llegenda jueva del Gòlem segons la novel·la El Gòlem de Gustav Meyrink.

## Sinopsi
Un futur post-apocalíptic, l'acció de la pel·lícula té lloc diverses dècades després del cataclisme nuclear. En un món devastat per la guerra nuclear, hi ha un sistema totalitari. Els científics, sota l'atenta mirada de les autoritats, intenten millorar la humanitat mitjançant la realització d'experiments mèdics sobre individus desajustats socialment. El primer dels tractaments, un model prototip, és Pernat. Torna al seu apartament a les golfes de la casa de la seva propietat, sense memòria, reduït a les habilitats laborals. Holtrum, obsessionat amb la creació d'un home perfecte, viu a la mateixa casa d'habitatge. Pernat coneix el fill de Holtrum i sembla que no és el seu fill biològic, sinó un "ninot" de fang.
Pernat, controlat a cada pas, es rebel·la contra els seus guardians. Al principi, intenta convèncer la Rosina, filla d'Holtrum, i més tard la Miriam, la filla d'un bibliòfil boig, perquè s'escapin. Però, finalment, no s'escapa, és acusat de l'assassinat de Holtrum i acaba a la presó.
A l'última escena, Pernat torna a canviar: aquesta vegada és un polític entusiasta que parla des de la grada a la multitud. A la mà agafa el tros de paper amb el número. És una referència a la llegenda extreta de la tradició jueva, segons la qual el Gòlem, una criatura feta d'argila, pren vida després de posar-se a la boca una pàgina amb una fórmula màgica.

## Repartiment
- Marek Walczewski - Pernat
- Krystyna Janda - Rozyna, filla de Holtrum
- Joanna Żółkowska - Miriam
- Mariusz Dmochowski - Holtrum
- -Krzysztof Majchrzak - fill de Holtrum
- Wiesław Drzewicz - pare de Miriam
- Bogusław Sobczuk - Investigador
- Ryszard Pietruski - Investigador, fals escombriaire
- Jan Nowicki - „líder del son"
- Wojciech Pszoniak - presoner
- Marian Opania - científic
- Andrzej Seweryn - científic
- Emil Karewicz - cap de científics
- Arkadiusz Bazak - cap de científics
- Jan Pietrzak - dentista – oculista
- Anna Jaraczówna - Anciana
- Henryk Bąk - empleat del dipòsit de la presó
- Grzegorz Warchoł - guia per a invidents
- Zofia Czerwińska - àvia al lavabo
- Ryszard Kotys - operador d'ascensors
- Zbigniew Buczkowski - infermera

La pel·lícula també va comptar amb el músic Józef Skrzek interpretant la cançó "Golem" que va compondre. L'autor del text és el poeta Miron Białoszewski.

## Premis
- 1980: premi al 7è Festival de Cinema de Polònia a Gdańsk pel debut a la direcció de Piotr Szulkin
- 1980 - Premi de la Societat Fotogràfica Basca al Festival Internacional de Cinema de Sant Sebastià 1980 per al director de fotografia Zygmunt Samosiuk.[3]
- 1981 - Gran Premi "Monolit" del Festival Internacional de Cinema Fantàstic de Madrid per a Piotr Szulkin
- 1981: premi al Festival Internacional de Cinema Fantàstic de Madrid pel guió de Piotr Szulkin i Tadeusz Sobolewski
- 1981: distinció FIPRESCI al Festival Internacional de Cinema Fantàstic de Madrid per Piotr Szulkin
- 1981 - premi d'interpretació "Asteroide de plata" del Festival Internacional del Cinema de Fantaciència de Trieste per Krystyna Janda.